# Aurélháza
Aurélháza románul: Răuți, falu Romániában, a Bánságban, Temes megyében.

## Fekvése
Temesvártól délnyugatra, Németszentmihály és Újvár közt fekvő település.

## Története
Aurélházát 1843-ban alapította a királyi kincstár az akkor 4659 holdas szilasi pusztára, melyen Rautendorf falu is állt Magyarszentmártonból ide telepített magyar földművelőkből, és gróf Dessewffy Aurél tiszteletére nevezték el így.
1848-ban a férfilakosság nagy része honvédnek csapott fel és közülük többen el is estek. Hazafias magatartásáért a község sokat szenvedett a temesvári őrség portyázó csapataitól, melyeknek garázdálkodásai következtében az egész lakosság elmenekült.
Később az 1859-es, 1861-es, 1885-ös és 1889-es években árvíz pusztította el a község határát, a községet is csak a védtöltések mentették meg a végpusztulástól.
1873-ban pedig kolerajárvány volt a településen.
A 20. század elején Aurélháza nagyobb birtokosai Scharff Alajos és az államkincstár voltak.
A trianoni békeszerződés előtt Torontál vármegye Csenei járásához tartozott.
1910-ben 1135 lakosából 646 magyar, 448 német, 29 román volt. Ebből 1092 római katolikus, 38 görögkatolikus volt.

## Nevezetességek
- Római katolikus temploma - 1878-ban épült.